# The Forbidden Room
The Forbidden Room er en amerikansk stumfilm fra 1914.

## Medvirkende
- Murdock MacQuarrie som Dr. James Gibson
- Pauline Bush
- William C. Dowlan som Attorney
- Lon Chaney som John Morris
- John Burton som Dr. Jarvis